# ReФорматЦія
«ReФорматЦія» — альбом гурту Танок на Майдані Конґо, випущений 2003 року.

## Про альбом
Фактично цей альбом складається не з пісень гурту, а з реміксів. За основу для них було взято треки з попереднього альбому Нєформат, випущеного 2001 року.
Стилістика треків різноманітна: рок, ска, електроніка, є кілька коротких «вставок» тривалістю до хвилини, в яких записано голоси або відомі діалоги з фільмів. Наприклад, вірш з фільму Пропала грамота, який виконує Іван Миколайчук.

## Композиції
1. Welcome сюди I / 0:38 / Скіт
2. Шаровари Max NRG rmx / 3:55
3. / 0:04 / Скіт
4. Дача respect mix by Єгор Олесов / 5:37
5. Граблі DJ Major rennaissance mix / 4:10
6. Глядіолюси / 0:31 / Скіт
7. Зачекай by 5nizza feat Forgot-drumzz / 4:11
8. Утікай / 0:23 / Скіт
9. Восени Сергій Товстолузький mix / 3:58
10. Гоша мікс by Діля feat Ярік / 3:34
11. До пупа / 0:13 / Скіт
12. Тікаю Fuck! Submarine Orchestra rmx / 4:35
13. люба Люба mix by Юліан Улибін / 3:22
14. Скажені Бабулі / 0:30
15. Дулі-Дулі mix by Діля feat Скажені Бабулі / 3:51
16. Час DJ їв / 0:33 / Скіт
17. Ретро Funk Not Dead FS rmx / 4:02
18. Водопляж / 0:16 / Скіт
19. А море де? Forgot format mix / 4:40
20. Наливай / 0:13 / Скіт
21. Не мине мене мила by ЯіДМГ feat Forgot&Діля / 4:19
22. П'яні Зарази FS variation / 1:29
23. ЖуПан Forgot angel mix / 4:32
24. Даня — Аутро / 1:01 / Скіт

### Бонуси
1. 7-40 / 0:19 / Скіт
2. Люба Терті DJ's rmx / 4:34
3. ПоRAPалося серце Терті DJ's rmx / 4:31
4. Друга група Max NRG rmx / 4:09
5. Зачекай Forgot 4Zeemix / 4:10